# Ciliciopodium violaceum
Ciliciopodium violaceum är en svampart som beskrevs av Corda 1831. Ciliciopodium violaceum ingår i släktet Ciliciopodium och familjen Nectriaceae.   Inga underarter finns listade i Catalogue of Life.